# Емануил Джуджев
Емануил (Манчо) Ненов Джуджев е български общественик, учител, революционер и свещеник, деец на Българското възраждане.

## Биография
Роден е в 1835 година в Панагюрище, тогава в Османската империя. Учи в класното училище в родния си град и след завършването му заминава за Добруджа да учи мутафчийство при дядо си. Става учител и над 10 година учителства в селата в Бабадагско - Саръгьол (1858 - 1861), Горно Чамурлии (1861 - 1863), Каталой (1863 - 1865), Потур (1865 - 1868), 3ебил (1868 - 1870). На 4 август 1861 година купува за 5 лири от един липованин Тулчанския препис на Манасиевата летопис - изключителен ценен книжовен паметник от XIV век, и я оставя временно в Тулчанското българско читалище. Докато е в Добружда, поддържа връзка с Васил Левски, който е учител в съседното добруджанско село Еникьой.
В 1871 година получава духовен сан. Участва в подготовката и в бойните действия в Априлското въстание в 1876 година.
В пролетта на 1884 година Екзархията изпраща отец Емануил Джуджев за председател на Воденската българска община, като замества на поста свещеник Петър Писарев. Емануил Джуджев се заема усърдно с църковното и учебното дело в града. Принуден е да напусне Воден след интриги от страна на гръцката митрополия.
Завръща се и служи в родния си град. Събира народни песни и притежава голяма библиотека.
Умира в 1908 година в Панагюрище.